# Ритвельд, Пелле
Пелле Ритвельд (нидерл. Pelle Rietveld; род. 4 февраля 1985, Боскоп) — нидерландский легкоатлет, специалист по многоборьям. Выступал за сборную Нидерландов по лёгкой атлетике в 2003—2016 годах, серебряный призёр Кубка Европы в командном зачёте, победитель и призёр первенств национального значения, участник ряда крупных международных стартов, в том числе чемпионата мира в Москве.

## Биография
Пелле Ритвельд родился 4 февраля 1985 года в городе Боскоп провинции Южная Голландия.
Впервые заявил о себе в лёгкой атлетике на международном уровне в сезоне 2003 года, когда вошёл в состав нидерландской национальной сборной и выступил на юниорском европейском первенстве в Тампере, где с результатом в 7390 очков стал в программе десятиборья пятым.
В 2004 году показал четвёртый результат на юниорском мировом первенстве в Гроссето.
В 2005 году занял 14-е место на молодёжном европейском первенстве в Эрфурте.
На молодёжном европейском первенстве 2007 года в Дебрецене был в десятиборье пятым.
В 2008 году на домашнем Кубке Европы по легкоатлетическим многоборьям в Хенгело показал пятый результат в личном зачёте и помог своим соотечественникам выиграть серебряные медали командного зачёта.
После некоторого перерыва в 2012 году вернулся в основной состав легкоатлетической команды Нидерландов и принял участие в чемпионате Европы в Хельсинки, однако без результата досрочно завершил здесь выступление.
В 2013 году был восьмым в семиборье на чемпионате Европы в помещении в Гётеборге, занял 21-е место в десятиборье на чемпионате мира в Москве.
На чемпионате Европы 2014 года в Цюрихе не преодолел все дисциплины десятиборья.
Последний раз стартовал на крупных международных соревнованиях в сезоне 2016 года, когда принял участие в турнире Hypo-Meeting в Австрии.